# Городиський Олександр Михайлович
Олександр Михайлович Городиський (рос. Александр Михайлович Городиский; нар. 12 жовтня 1987, Лахденпохья, Карелія, РРФСР, СРСР) — російський актор театру та кіно. 

## Життєпис
Олександр Городиський народився в місті Лахденпохья, Карелія.
З 2005 по 2006 роки навчався у Російському інституті театрального мистецтва (ГІТІС) на акторському факультеті. У 2006—2007 роках працював освітлювачем в театрі «Притулок Комедіанта» у Санкт-Петербурзі.
З 2007—2011г навчався на акторському факультеті у Театральному інституті імені Бориса Щукіна, курс Юрія Ніфонтова. Після закінчення театрального інституту працював актором в театрі імені Вахтангова з 2011 по 2012 рік.
У 2012 році прийнятий в трупу театру «С. А.Д.». З 2014 року актор театру «ARCADIA». З 2015 року актор Театру ляльок імені С. В. Образцова, але й надалі працює у театрах «С. А.Д.» та «ARCADIA».

## Театр
Театр імені Вахтангова
- Панталоне — «Незаученная комедія», режисер: Олександр Коручеков.

Театр «С.А.Д.»
- Бриґелла — «Пам'яті Вахтангова. Турандот», режисер: Ірина Пахомова.
- Ноукс — «Аркадія», режисер: Ірина Пахомова.

Театр «ARCADIA»
- Джон — «Балаган», режисер: Ірина Пахомова.
- Пітер Джек — «Слуги і сніг», режисер: Ірина Пахомова.

## Фільмографія
| Рік  |    | Українська назва               | Оригінальна назва                | Роль              |
| ---- | -- | ------------------------------ | -------------------------------- | ----------------- |
| 2018 | с  | Таємниці пані Кірсанової       | Тайны госпожи Кирсановой         | Савелій, офіціянт |
| 2018 | с  | Операція «Сатана»              | Операция «Сатана»                | епізодична роль   |
| 2017 | с  | Спеціаліст                     | Специалист                       | Марюс             |
| 2016 | с  | Молоко                         | Молоко                           | головна роль      |
| 2016 | кф | Розкольников. Мармеладні хмари | Раскольников. Мармеладные облака | головна роль      |
| 2016 | кф | Сувора догана                  | Строгий выговор                  | епізодична роль   |
| 2015 | с  | Квітка папороті                | Цветок папоротника               | Димич             |
| 2015 | с  | Профіль вбивці-2               | Профиль убийцы-2                 | Петро Соснов      |
| 2014 | с  | Світлофор                      | Светофор                         | лейтенант         |
| 2014 | с  | Меч-2                          | Меч-2                            | водій Дьоміної    |
| 2014 | с  | Мент в законі-9                | Мент в законе-9                  | Денис Ковров      |
| 2014 | ф  | Грішник                        | Грешник                          | Паша в молодості  |
| 2014 | с  | Безсоння                       | Бессонница                       | стрітрейсер       |
| 2014 | с  | Академія                       | Академия                         | Сергій Бабенко    |
| 2013 | с  | Пятницький. Глава третя        | Пятницкий. Глава третья          | Зелєнцов          |
| 2013 | с  | Пасічник                       | Пасечник                         | Михайло, турист   |
| 2013 | с  | Карпов-2                       | Карпов-2                         | Максим Чубаров    |
| 2012 | с  | Щоденник лікарки Зайцевої      | Дневник доктора Зайцевой         | товариш Насті     |
| 2011 | с  | Метод Лаврової                 | Метод Лавровой                   | Федір Яковлєв     |
| 2011 | с  | Красунчик                      | Красавчик                        | Барсуков          |
| 2011 | с  | Якби я була цариця             | Кабы я была царица               | цирковий артист   |